# BA-099

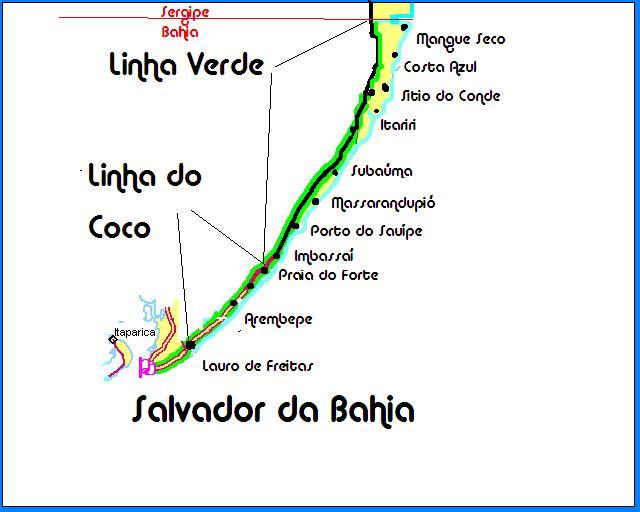
Teilstrecken der BA-099

Die BA-099 ist eine Fernstraße im Bundesstaat Bahia in Brasilien. Sie untergliedert sich in:
- Estrada do Coco; (dt. Kokos-Straße vom Flughafen Salvador-Magalhães bis Praia do Forte)
- Linha Verde; (dt. grüne Straße von Praia do Forte bis Sergipe)